# Zaķumuiža
Zaķumuiža är en ort i Lettland.   Den ligger i kommunen Ropažu novads, i den centrala delen av landet, 23 km öster om huvudstaden Riga. Zaķumuiža ligger 13 meter över havet och antalet invånare är 1 043.
Terrängen runt Zaķumuiža är platt. Runt Zaķumuiža är det glesbefolkat, med 18 invånare per kvadratkilometer. Närmaste större samhälle är Kirkholm, 14,0 km sydväst om Zaķumuiža. I omgivningarna runt Zaķumuiža växer i huvudsak blandskog.